# 江苏教育出版社
江苏教育出版社，是中华人民共和国江苏省的一个出版社，总部位于江苏省南京市中央路165号。

## 特点
1983年，江苏教育出版社成立，主要出版教育理论读物、教学参考书和辅导书籍。1994年2月20日，中共中央总书记江泽民为江苏教育出版社题词。2003年12月，江蘇教育出版社與康軒文教事業合資成立「南京鳳凰康軒文化諮詢有限公司」。